# Elli Mayr

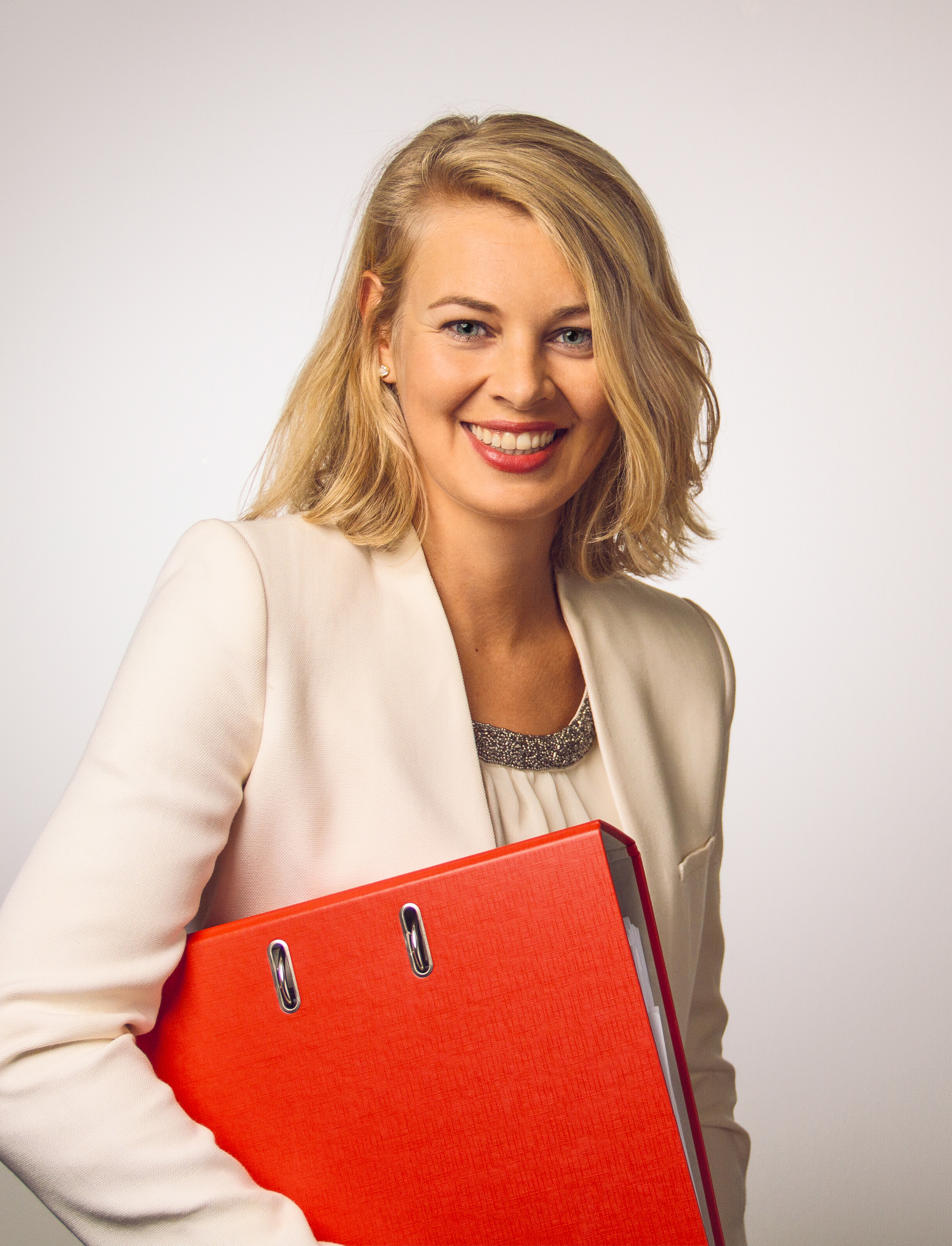
Elli Mayr, 2020

Elisabeth (Elli) Mayr (* 5. August 1983  in Innsbruck) ist eine österreichische Politikerin (SPÖ) und seit 2024 zweite Vizebürgermeisterin der Landeshauptstadt Innsbruck.

## Leben
Elli Mayr wurde 1983 in Innsbruck geboren, verbrachte ihre ersten Lebensjahre in Innsbruck und später in Terfens. 2001 legte sie ihre Matura am Bischöflichen Gymnasium Paulinum ab. Anschließend studierte sie Deutsche Philologie mit dem Schwerpunkt Literaturwissenschaft an der Universität Innsbruck und schloss dieses Studium mit Auszeichnung ab. Von 2008 bis 2012 hatte sie ihren Lebensmittelpunkt in Göttingen und Luxemburg. In den folgenden Jahren arbeitete Mayr als Kellnerin, „Deutsch als Fremdsprache“-Lehrerin und Verlagslektorin. Sie ist verheiratet.

## Politik
Während ihres Studiums war Mayr in der Studienvertretung aktiv und arbeitete dort von 2005 bis 2008 aktiv im Fakultätsbeirat sowie in der Curriculums-Kommission der philologisch-kulturwissenschaftlichen Fakultät mit.
Von 2016 bis 2018 war Elli Mayr als Geschäftsführerin des SPÖ-Gemeinderatsklubs in Innsbruck tätig. Nachdem die Gemeinderats- und Bürgermeisterwahl 2018 in Innsbruck unter Spitzenkandidatin Irene Heisz für die SPÖ Stimmeneinbußen bedeutete, wurde Mayr SPÖ-intern als amtsführende  Stadträtin nominiert und erhielt nach Abschluss der Koalitionsverhandlungen die Ressorts Bildung, Kinderbetreuung, Schulen, Frauen, Integration, Sport und die Agenden des Behindertenbeirats der Stadt.
Im Jänner 2021 stellte sich Elli Mayr, nach der Abwahl von Uschi Schwarzl (die Christine Oppitz-Plörer nach deren Abwahl als Vizebürgermeisterin 2019 gefolgt war), der Wahl als Vizebürgermeisterin von Innsbruck. Bei der geheimen Wahl unterlag Mayr jedoch dem Gegenkandidaten Markus Lassenberger der FPÖ mit 16 zu 18 Stimmen.
Im Oktober 2023 wurde Elli Mayr offiziell zur Bürgermeisterkandidatin der SPÖ Innsbruck bei den kommenden Gemeinderats- und Bürgermeisterwahlen in Innsbruck gewählt. Bei der Wahl konnte die SPÖ mit Mayr als Spitzenkandidatin einen Zugewinn von über 3 % verbuchen und die Gemeinderatsmandate von 4 auf 6 ausbauen. Auch bei der Bürgermeister-Direktwahl konnte Mayr im Vergleich zur SPÖ-Spitzenkandidatin 2018 deutlich von knapp 7 % auf 15,2 % zulegen. Nach erfolgreichem Abschluss der Koalitionsverhandlungen mit der neu gegründeten Liste von Bürgermeister Johannes Anzengruber und den Innsbrucker Grünen erhielt Mayr die Ressorts Bildung, Kinderbetreuung, Kinder, Jugend, Senioren, Familien, Frauen, LGBTQIA+, Kinder- und Jugendhilfe, Hochschulen sowie die Agenden des Behindertenbeirats der Stadt Innsbruck.
Weiters ist Mayr seit Oktober 2018 stellvertretende Landesbildungsvorsitzende der SPÖ Tirol als Stellvertreterin von Markus Prajczer.
Innerhalb der SPÖ wird Mayr dem linken Flügel zugerechnet.

## Studium
Mayrs Diplomarbeit „Poetologie der Anagnorisis“ über Sören Kierkegaards „Entweder – Oder“ wurde 2008 mit dem Anerkennungspreis der Jury der Landeshauptstadt Innsbruck für wissenschaftliche Forschung ausgezeichnet. Ebenfalls 2008 begann sie ihr Doktoratsstudium an der Georg-August-Universität Göttingen, an der sie später auch einen Lehrauftrag erhielt.